# Суланжи (Кальвадос)
Суланжи́ (фр. Soulangy) — коммуна во Франции, находится в регионе Нижняя Нормандия. Департамент коммуны — Кальвадос. Входит в состав кантона Фалез-Север. Округ коммуны — Кан.
Код INSEE коммуны — 14677.

## Население
Население коммуны на 2010 год составляло 258 человек.
| 1962 | 1968 | 1975 | 1982 | 1990 | 1999 | 2010 |
| ---- | ---- | ---- | ---- | ---- | ---- | ---- |
| 158  | 159  | 183  | 230  | 248  | 238  | 258  |

## Экономика
В 2010 году среди 168 человек трудоспособного возраста (15—64 лет) 119 были экономически активными, 49 — неактивными (показатель активности — 70,8 %, в 1999 году было 70,1 %). Из 119 активных жителей работали 110 человек (61 мужчина и 49 женщин), безработных было 9 (2 мужчин и 7 женщин). Среди 49 неактивных 15 человек были учениками или студентами, 27 — пенсионерами, 7 были неактивными по другим причинам.